# 深作沼
深作沼（ふかさくぬま）は、埼玉県さいたま市見沼区にある沼。鶴巻沼（つるまきぬま）とも呼ばれた。埋め立てにより規模は縮小している。

## 概要
深作川沿いにあり、かつては現在の春野・深作・卸町にわたる広大な範囲が深作沼であり、湿地帯となっていたが、享保年間に深作沼の新田開発が行われ（見沼代用水開通により溜池としての必要性が薄れた）沼の大きさは半分になった。その後さらにアーバンみらいなどの宅地が造成され、沼は大半が埋め立てられた。
かつて深作沼は足立郡深作村と宮ヶ谷塔村との間に所在し、綾瀬川右岸に位置する東西約5町（約545m）・南北約16町（約1,745m）の沼であった。沼の一部は近世初期に堀崎村の飯島大膳たちにより新田開発されており、1612年（慶長17年）の堀崎村新田検地帳に下田4町1反3畝8歩などの記録がみられる。後に開発計画が幕府の代官により考案されるが、沼が御鷹場であり鳥が多数生息していたことから計画が中止となった折が1658年（明暦2年）の沼論裁許状に記されている。開発されなかった部分は周辺諸村の用水の溜井として利用されてきたが、見沼代用水の整備後は徐々に開田が行われ、その検地を筧播磨守により深作村は1731年（享保16年）に、堀崎村は1733年（享保18年）に行われている。また、代官浅岡彦四郎により小深作村の検地が1792年（寛政4年）に行われている。開発方法としては、北に位置する深作台地と南に位置する宮ヶ谷塔台地とを結び、沼の方角に張り出した弓状の土手を築堤して水の流入を防ぐ。そして沼地に短冊形に水路を掘り、水路のすぐ隣にその土を寄せ水面より高い場所を設け、水路と土盛りした場所を交互に整備するという掘り上げ田形式により開発が行われた。深作川はこの沼の干拓のため、深作沼のほぼ中央部に掘削されたものである。これら開発された新田は鶴巻新田と称され、諸村の持添新田であった。深作沼の北東にも丸ヶ崎沼があったが享保年間に干拓されている。時代は下り、深作沼の一部は今日では深作川多目的遊水地（ふかさくがわたもくてきゆうすいち）として整備されている。

## 所在地
- 埼玉県さいたま市見沼区春野一丁目[3]

## 周辺
- アーバンみらい
- さいたま市立春野小学校
- さいたま市立春野中学校
- 国道16号東大宮バイパス
- 綾瀬川
- 深作川